# Night and Day II
Albums de Joe Jackson
Summer in the City: Live in New York
(2000) The Best of Joe Jackson
(2001)
Night and Day II est le quatorzième album studio de Joe Jackson, sorti le 24 octobre 2000.
En revisitant l'esprit de son album le plus populaire, Night and Day, Joe Jackson évoque, dans ce nouvel opus, le style de vie new yorkais, à travers différents personnages.

## Liste des titres
Toutes les chansons sont écrites et composées par Joe Jackson.
| No  | Titre                                                             | Durée |
| --- | ----------------------------------------------------------------- | ----- |
| 1.  | Prelude                                                           | 1:57  |
| 2.  | Hell of a Town                                                    | 3:18  |
| 3.  | Stranger Than You                                                 | 4:16  |
| 4.  | Why (featuring Sussan Deyhim)                                     | 3:54  |
| 5.  | Glamour and Pain (featuring Dale De Vere)                         | 5:59  |
| 6.  | Dear Mom                                                          | 4:12  |
| 7.  | Love Got Lost (featuring Marianne Faithfull et Alexandra Montano) | 6:59  |
| 8.  | Just Because...                                                   | 4:45  |
| 9.  | Happyland                                                         | 5:12  |
| 10. | Stay                                                              | 5:46  |